# 모재
모재(1992년 8월 7일 ~)는 대한민국의 래퍼다. 2013년 두키즈 싱글 앨범 [Dookies On The Block]으로 데뷔했다.

## 학력
- 창동고등학교

## 방송
- 쇼미더머니5 (2016) - Top42
- 쇼미더머니6 (2017) - Top29